# Перестановочний шифр
Перестановочний шифр — алгоритм шифрування, який полягає у перестановці знаків відкритого тексту згідно з певним правилом, яке є ключем.

## Історія
Відомий принаймні з часів Стародавньої Греції, див. Скітала.

## Приклад
Наприклад, текст «знак», зашифрований ключем «3421», буде виглядати так: «казн».
```
з н а к
3 4 2 1
\ \ / /
/ / \ \
1 2 3 4
к а з н
```

## Криптоаналіз
Криптоаналіз перестановочного шифра виконується за два етапи:
1.Визначається довжина ключа, після чого шифротекст записується у вигляді стовпчиків від 1 до n, де n — довжина ключа.
2. Виконуються перестановки шляхом перебору значень. Для ключа довжиною n необхідно виконати n! перестановок. Це ефективно при n<12.
Якщо ж n>12, доцільно використовувати розміщення перших 2-3 елементів перестановки. Така методика дозволяє відновити ключі n<10^7. Це означає, що не є можливим створити стійкий шифр застосовуючи тільки перестановки.